# Casamata de Esch
A Casamata de Esch (em francês:  Casemate d'Esch) é uma posição fortificada pré-Segunda Guerra Mundial situada perto da fronteira alemã no extremo nordeste da França. Construída em 1931, a casamata fazia parte de uma extensão das fortificações da Linha Maginot ao longo da fronteira da França com a Alemanha. Como uma unidade do Setor fortificado de Haguenau, a casamata fazia parte das defesas francesas durante a Batalha de França, mas não viu combate em 1940. A área foi palco de intensos combates entre forças alemãs e americanas em 1945. A casamata com as marcas do combate de 1945 foi preservada e faz parte de um museu associado ao vizinho  Ouvrage Schoenenbourg. O museu está localizado na extremidade sudeste da cidade de Hatten.

## Conceito e projeto
Esch foi construída em 1931 pela Commission d'Organisation des Régions Fortifiées (CORF), que foi responsável pelas principais fortificações da Linha Maginot. Esch foi uma das primeiras de uma série de casamatas que se estendiam para o leste da última posição importante na Linha Maginot, Ouvrage Schoenenbourg. O custo foi de cerca de 1,06 milhões de francos na época. A linha de casamatas formou uma barreira através da planície da Alsácia entre os Vosgos, cujo último limite estava em Schoenenbourg, e o rio Reno.
A casamata de Esch é uma casamata dupla em um nível, projetada para disparar lateralmente em qualquer direção ao longo da frente, apoiando seus vizinhos a leste e oeste. A posição era armada com duas metralhadoras pesadas gêmeas, tipo JM e duas combinações de canhão antitanque de 47 mm/JM, uma de cada disparando lateralmente. Essas canhoneiras eram cobertas por portas de rifle automáticas disparando em suas frentes. Uma capoeira projetada defendia a entrada com fogo de rifle automático, com uma porta de tiro adicional ao norte. No topo do forte, duas cúpulas ou cloches GFM armadas com rifles automáticos estavam situadas para disparar em todas as direções. A casamata mede aproximadamente 28 metros (92 pé) por 18 metros (59 pé), e tem 7,5 metros (25 pé) de altura. A espessura do concreto variava de 2,5 metros (8,2 pé) na frente a 1
-metro (3,3 pé) na parte traseira. A casamata ocupa uma pequena colina, apresentando um aterro de terra cravejado de trilhos antitanque ao norte. Seu nome é derivado do nome do local no dialeto alsaciano, significando uma grade de fazendeiro.

## Guarnição
Esch foi guarnecida por 21 tropas, comandadas por um oficial e dois suboficiais. A guarnição fazia parte da 5ª companhia do 23º Regimento de Infantaria da Fortaleza. O oficial comandante em 1940 era o subtenente Barthet.

## História
Ver Setor fortificado de Haguenau para uma discussão mais ampla do setor de Haguenau da Linha Maginot.

### 1940

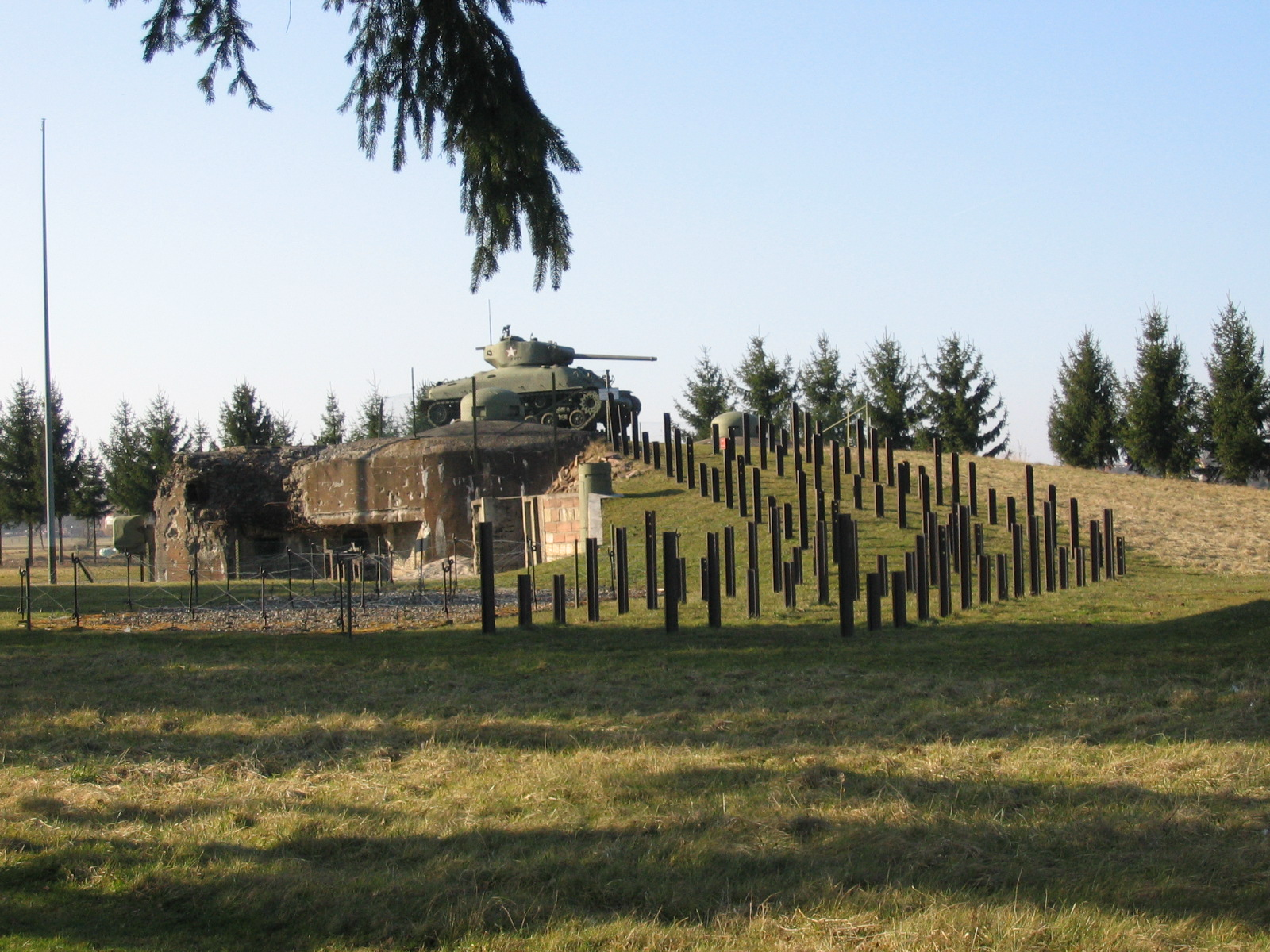
Trilhos antitanque

Em 19/20 de junho, as forças alemãs da 246ª Divisão de Infantaria fizeram um ataque concentrado na linha de casamatas ao redor de Hoffen, que não conseguiu penetrar nas fortificações. Uma segunda tentativa se concentrou em Hatten, no limite do alcance de tiro para as grandes posições de artilharia a oeste. As casamatas ao redor de Hatten foram atacadas pela primeira vez em 24 de junho pelo sul, pela 215ª Divisão de Infantaria que havia circulado de volta após passar para a retaguarda da Linha Maginot. O armistício de 25 de junho interrompeu todos os combates antes que Esch pudesse ver o combate. A guarnição finalmente se rendeu com os outros em seu setor em 1º de julho de 1940, seis dias após o armistício.

### 1945
A casamata foi atacada em janeiro de 1945, quando a região de Hatten foi palco de combates entre forças americanas e alemãs durante a ofensiva alemã da Operação Nordwind. As forças alemãs incluíam a 25ª Divisão Panzergrenadier e a 21ª Divisão Panzer. As forças americanas, principalmente a 14ª Divisão Blindada dos EUA, recuaram para o sul até a linha da casamata e se entrincheiraram entre as casamatas. Os combates ao redor de Hatten começaram em 8 de janeiro e continuaram até 21 de janeiro, quando os americanos recuaram para Haguenau. As baixas entre a 14ª Blindada incluíram 104 mortos, 112 desaparecidos e 899 feridos, e 83 baixas entre os habitantes de Hatten. A casamata de Esch foi fortemente danificada nos combates. A área foi recapturada pelos Tabors Marocains do Primeiro Exército Francês em 18 de março de 1945.

## Museu
A casamata danificada permaneceu abandonada até 1982, quando foi restaurada pela Association des Amis de la Ligne Maginot d'Alsace (Associação dos Amigos da Linha Maginot da Alsácia), que continuaria em 1987 para começar a trabalhar na vizinha Ouvrage Schoenenbourg. Esch está aberta para visitas desde 1986. Um tanque americano M4 Sherman foi colocado no topo da casamata como um memorial às ações de 1945.